# South Shore (Kentucky)
South Shore es una ciudad ubicada en el condado de Greenup en el estado estadounidense de Kentucky. En el Censo de 2010 tenía una población de 1122 habitantes y una densidad poblacional de 506,08 personas por km².

## Geografía
South Shore se encuentra ubicada en las coordenadas 38°43′19″N 82°57′52″O / 38.72194, -82.96444. Según la Oficina del Censo de los Estados Unidos, South Shore tiene una superficie total de 2.22 km², de la cual 1.71 km² corresponden a tierra firme y (22.78%) 0.51 km² es agua.

## Demografía
Según el censo de 2010, había 1122 personas residiendo en South Shore. La densidad de población era de 506,08 hab./km². De los 1122 habitantes, South Shore estaba compuesto por el 96.17% blancos, el 0.62% eran afroamericanos, el 0.45% eran amerindios, el 0.18% eran asiáticos, el 0% eran isleños del Pacífico, el 0.27% eran de otras razas y el 2.32% pertenecían a dos o más razas. Del total de la población el 0.89% eran hispanos o latinos de cualquier raza.